# Trichotosia mollicaulis
Trichotosia mollicaulis là một loài thực vật có hoa trong họ Lan. Loài này được (Ames & C.Schweinf.) J.J.Wood miêu tả khoa học đầu tiên năm 1993.